# NGC 7224
NGC 7224 (również PGC 68242 lub UGC 11940) – galaktyka eliptyczna (E), znajdująca się w gwiazdozbiorze Pegaza. Odkrył ją Albert Marth 6 września 1863 roku.